# Supermodified

Supermodified est le quatrième album du musicien de musique électronique Amon Tobin paru en 2000 sur le label Ninja Tune.
Cet opus, toujours composé uniquement de samples, est un mélange de rythmiques drum and bass très douces, avec des sonorités funky et d'importantes séquences de cuivres pour donner une touche jazzy à l'ensemble.

## Liste des titres
| No  | Titre                              | Durée |
| --- | ---------------------------------- | ----- |
| 1.  | Get Your Snack On                  | 4:22  |
| 2.  | Four Ton Mantis                    | 4:45  |
| 3.  | Slowly                             | 5:37  |
| 4.  | Marine Machines                    | 5:45  |
| 5.  | Golfer vs Boxer                    | 6:17  |
| 6.  | Deo                                | 6:44  |
| 7.  | Precursor (Featuring Quadraceptor) | 4:39  |
| 8.  | Saboteur                           | 5:18  |
| 9.  | Chocolate Lovely                   | 6:03  |
| 10. | Rhino Jockey                       | 7:28  |
| 11. | Keepin' It Steel (The Anvil)       | 4:29  |
| 12. | Natureland                         | 5:48  |